# Wailolong (Omesuri)
Wailolong is een bestuurslaag in het regentschap Lembata van de provincie Oost-Nusa Tenggara, Indonesië. Wailolong telt 599 inwoners (volkstelling 2010).